# Anton Hoffmann (Maler)
Anton Hoffmann (* 10. April 1863 in Bayreuth; † 26. Januar 1938 in Rothenburg ob der Tauber) war ein deutscher Maler, Illustrator, Heereskundler und Hochschullehrer.

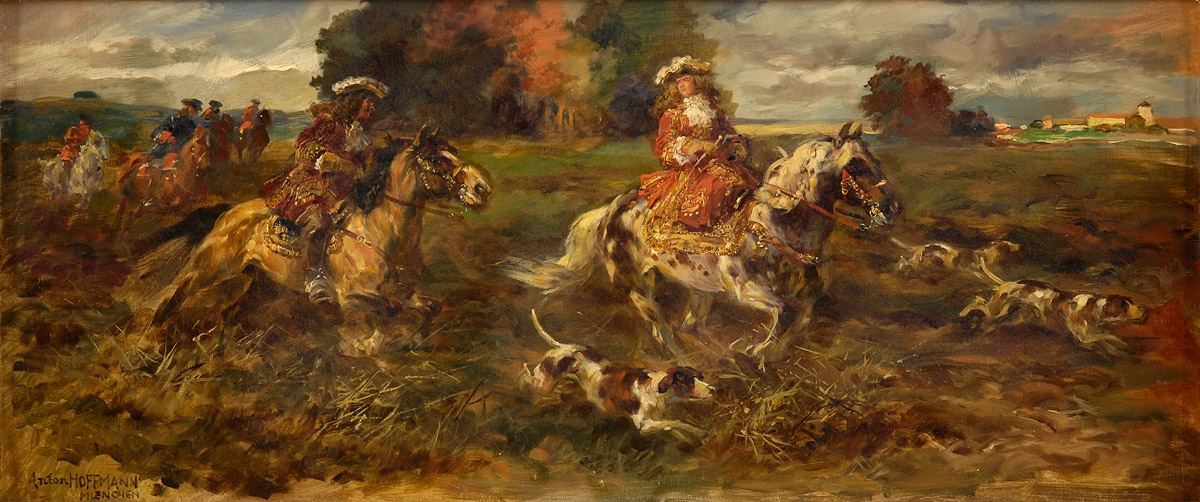
Historisierendes Gemälde Ausritt zur Jagd, um 1938

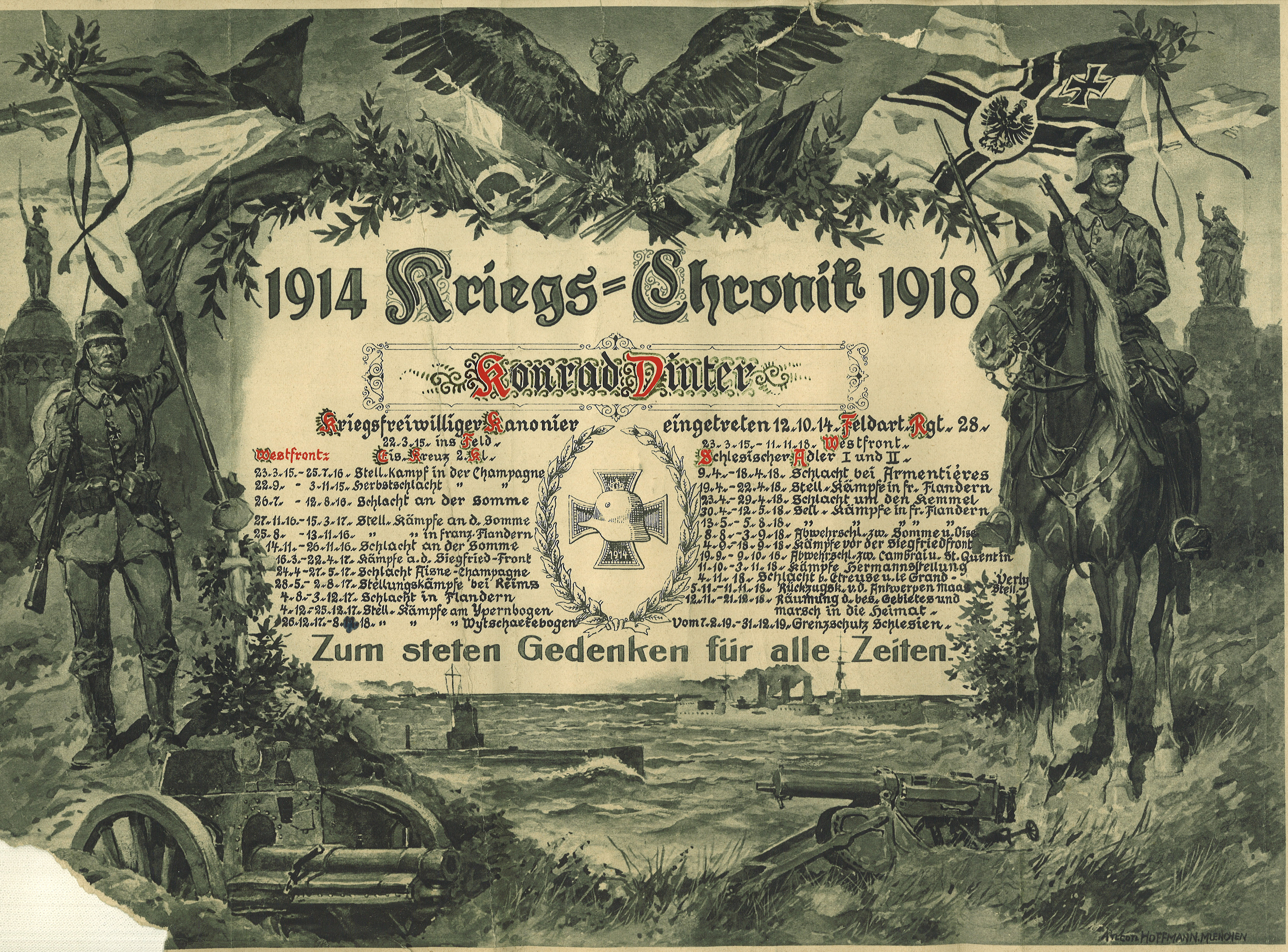
Individuell ausgefüllter Vordruck Kriegs-Chronik nach einer Zeichnung Hoffmanns

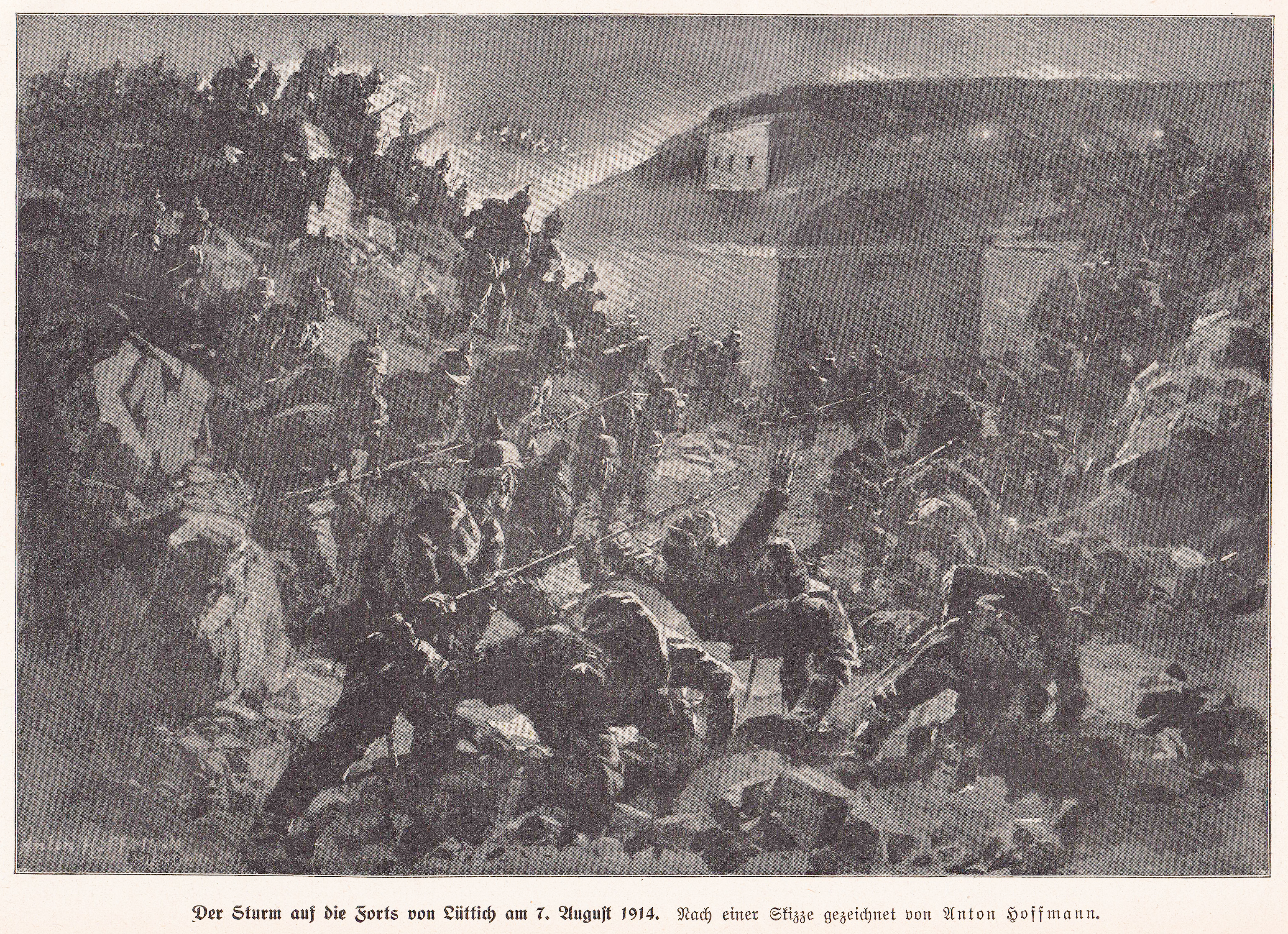

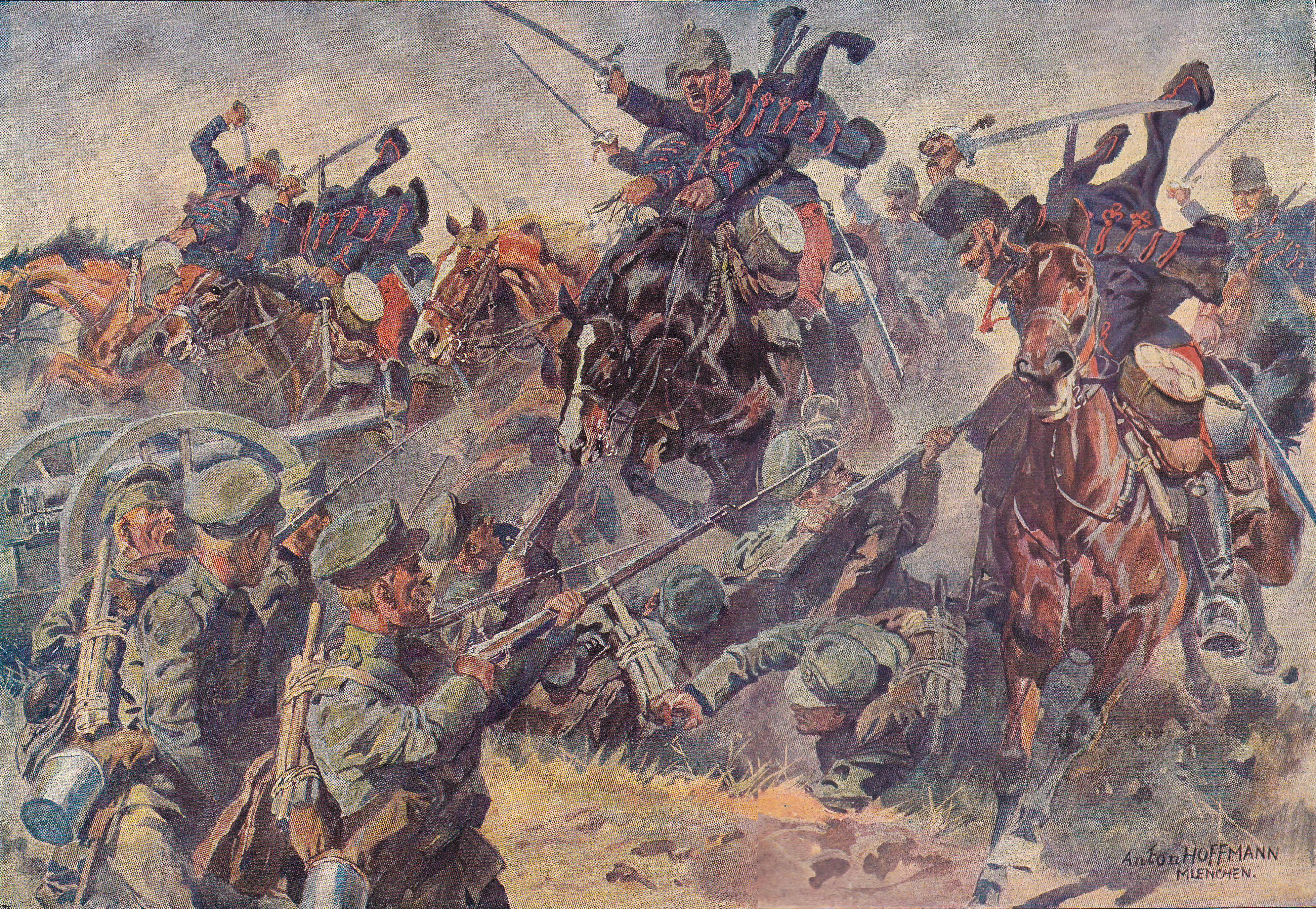
Heroic Hungarian Hussars attack in Krasnik, Poland 23. August 1914

Nach neun Jahren Dienst bei der Bayerischen Armee ging Hoffmann 1889 an die Kunstakademie München und wurde dort Schüler von Gabriel von Hackl und Wilhelm von Diez. Das Studium dort schloss er 1895 ab. Seit 1896 stellte er regelmäßig im Glaspalast aus. Als Maler zeigte er sich als treuer Diez-Schüler und legte seinen Schwerpunkt auf die Historien- und Militärmalerei. Charakteristisch für seinen Stil waren mit großzügigen, breiten, aber unruhigem Pinsel aufgetragene naturgetreue, kräftige Töne und ein auf das im Zentrum stehende Geschehen konzentriertes Licht.
Als Heereskundler zeichnete Hoffmann insbesondere mehrere Serien zur Uniformgeschichte des Bayerischen Heeres. Daneben schuf er als Mitglied des Süddeutschen Illustratorenbundes auch zahlreiche Illustrationen für Schulbücher, Jugendschriften, Geschichtsbücher, die Fliegenden Blätter. Auch für Karl Mays im Regensburger Marien-Kalender 1899 erschienene Erzählung Die Umm ed Dschamahl fertigte er fünf Autotypien. 1905 zählte er mit vielen anderen zu den Gewinnern im Preisausschreiben um Reklameentwürfe für Gemeinschaftswerbung von Ludwig Stollwerck und Otto Henkell.